# دبلوم
الدبلوم (بالإنجليزية: Diploma) هي شهادة ممنوحة من جهة جامعية تفيد تخطي الطالب لمرحلة دراسية في تخصص معين. والشهادات الدراسية عدة أنواع؛ منها ما هو أدنى من درجتي الليسانس أو البكالوريوس، مثل: الدبلوم المتوسط والدبلوم فوق المتوسط، ومنها ما هو أعلى من درجتي الليسانس أو البكالوريوس، مثل: الدبلوم العالي، ومنه الدبلوم العام والدبلوم الخاص. ويعد الدبلوم أول مراحل السلم الجامعي إذ ياتي بعده الليسانس.
هناك برنامج التسجيل للدبلومات في السعودية وبعض الدول العربية لإكمال الدراسة والحصول على درجة البكالورويوس.

## الأصل اللغوي
كلمة دبلوما يرجع أصلهاإلى اللغة اليونانية (δίπλωµα)، وتعني حرفياً: الورقة المطبوعة (بالإنجليزية: folded paper)

## دبلوم متوسط
تعتبر شهادة الدبلوم من الشهادات المعتمدة من جميع الجامعات ويتم منح شهادة الدبلوم من المعاهد بعد سنتين من الدراسة وثم يتم منح هذه الشهادة للطالب.

## دبلوم فوق متوسط
ينتظم في الدراسة في الدبلوم فوق المتوسط الحاصلون على شهادة الثانوية العامة أو ما يعادلها، وتكون مدة الدراسة فيه سنتين دراسيتين. مثل دبلوم الموسيقى ودبلوم الحاسب الآلي.
وبعض الجامعات تعتبر الحصول على دبلومين فوق متوسطين معادلا للحصول على درجة البكالوريوس، مثل الجامعة العمالية في مصر، والتي تعادل الحصول على دبلوم الميكانيكا أو الكهرباء ودبلوم العلاقات الصناعية بدرجة البكالوريوس في رقابة الجودة أو إدارة الأعمال، وفي العُرف يعتبر اجتياز الطالب الجامعي لسنتين دراسيتين في مرحلة الليسانس أو البكالوريوس معادلا للحصول على دبلوم فوق متوسط.

## الشهادة الجامعية المتوسطة
الشهادة الجامعية المتوسطة هي بكالوريوس ثلاثة سنوات ونصف وينتظم في الدراسة فيه الحاصلون على شهادة الثانوية العامة أو ما يعادلها، وتكون مدة الدراسة فيه ثلاثة سنوات دراسية ونصف.

## دبلوم عالي
الدبلوم العالي هو دبلوم يلتحق به الحاصل على درجة الليسانس أو درجة البكالوريوس لمزيد من التخصص في إحدى مجالات دراسته الجامعية، وفي بعض الكليات يعادل الحصول على دبلومين عاليين درجة الماجستير، وفي كليات أخرى يؤهل الحاصل على درجة الليسانس أو درجة البكالوريوس بتقدير عام مقبول للانتظام في السنة التمهيدية للماجستير، والتي يشترط الانتظام فيها الحصول على تقدير عام (جيد) على الأقل في درجة الليسانس أو درجة البكالوريوس، وفي العُرف يسمى الحصول على السنة التمهيدية للماجستير -دون مناقشة رسالة الماجستير- بالحصول على الدبلوم العالي، ومن أنواع الدبلومات العالية الدبلوم العام والدبلوم الخاص الذين يمنحان من كليات التربية.
- الدبلوم العام: وهو تخصص تربوي تمنحه كليات التربية في الوطن العربي للحاصلين على درجة الليسانس أو البكالوريوس للتأهيل للعمل في مجال التدريس
- الدبلوم الخاص: و هو أيضاً تخصص تربوي يلتحق به الطالب الذي اجتاز الدبلوم العام في العلوم التربوية لمزيد من التخصص وللتأهيل للالتحاق بالسنة التمهيدية للماجستير.